# أوليفات (أسطورة)
أوليفات (بالإنجليزية: Olifat)‏ بطل شعبي في أساطير ميكرونيزيا، ابن إله السماء لوك Luk وامرأة بشرية فانية.

## الأسطورية
ولد «أوليفات» من رأس أمه عندما جذبت ورقة من جوز الهند كانت تعقد بها شعرها. وبمجرد ولادته راح يجري هنا وهناك وحذر إله السماء «لوك» أم الطفل أن لا يشرب أبدا من جوزة هند مثقوبة في قمتها. غير أن «أوليفات» فعل ذلك بالضبط. فذات يوم شرب من جوزة هند بأعلاها ثقب. وعندما مال برأسه ليشرب آخر قطرة من العصير، رأى والده في السماء. وفي الحال قرر زيارة مسكنه في السماء. فركب عمودا من الدخان كان يتصاعد من نار مشتعلة. وبلغ مكانا رأى فيه العمال يقيمون مسكنا لأرواح الموتى. وعلى الرغم من أن والده عرفه إلا أنه لم يشأ أن يعرف العمال هوية الغلام. وقرر العمال التضحية بالصبي لأساسات المبنى. فخططوا لوضعه في حفرة، ثم يبنون فوقه عمود البيت غير أن أوليفات عرف خطتهم. فأثناء حفر الحفرة، أحدث في إحدى جنباتها تجويفا في القاع. وعندما ألقاه العمال في الحفرة تسلق جانبها وهم يقذفون بالعمود. وبمساعدة النمل الأبيض استطاع أوليفات أن يخرج من الحفرة وهو يصيح صيحة أرعبت العمال حتی الموت.
وبعد ذلك قام بمغامرات مختلفة دار معظمها حول غواية زوجات الأقارب. وذات مرة استحال إلى بعوضة لتبلعه زوجة أخيه وهي تشرب الماء حتى يستطيع أن ينجب منها ابنا. ومن أعماله المفيدة أنه أرسل طائرا إلى الأرض وهو يحمل قبسا من النار في منقاره، ووضع النار فوق عدة أشجار حتى يستطيع البشر أن يتعلموا كيفية الحصول على النار.

### أساطير ميلانيزية
- ندوثينا (أسطورة)
- ندينجاي (أسطورة)
- نوجا (أسطورة)
- راتو ماي (أسطورة)
- روكولا
- سيدو (أسطورة)
- تاجارو (أسطورة)
- تنيراو (أسطورة)
- توكابينانا وتوكروفو
- تومودورير

### أساطير بولينيزية
- أورو (أساطير)
- باباتوانوكو
- بيلي (أساطير)
- بكوي (أساطير)
- تيكي (أسطورة)
- تو (أساطير)
- فاري ما تاكيري